# Hologerrhum
Hologerrhum – rodzaj węży z rodziny Cyclocoridae.

## Zasięg występowania
Rodzaj obejmuje gatunki występujące endemicznie na Filipinach.  

## Systematyka

### Etymologia
Hologerrhum (rodz. nijaki): gr. ὁλος holos „kompletny, cały”; γερρον gerrhon „plecionka, tarcza z plecionki”.

### Podział systematyczny
Do rodzaju należą następujące gatunki:
- Hologerrhum dermali Brown, Leviton, Ferner & Sison, 2001
- Hologerrhum philippinum Günther, 1858